# Polskie drużyny piłkarskie w europejskich pucharach 1955/56 – 1989/90

## 1955/1956

### Puchar Europy
I runda
| Djurgårdens IF – Gwardia Warszawa 0:0 i 4:1 1 20.09 1955 2 12.10 1955 1:0 John "Jompa" Eriksson 5, 1:1 Krzysztof Baszkiewicz 14, 2:1 John "Jompa" Eriksson 17, 3:1 John "Jompa" Eriksson 22, 4:1 Gösta "Knivsta" Sandberg 29 } |
| Slovan Bratysława – Legia Warszawa 4:0 i 0:2 1 12.09.1956 1:0 Emil Pažický 11, 2:0 Julius Kováč 30k, 3:0 Anton Moravčik 40, 4:0 Emil Pažický 68 2 19.09.1956 0:1 Edmund Kowal 52, 0:2 Lucjan Brychczy 62                       |

## 1957/1958

### Puchar Europy
runda wstępna
| Gwardia Warszawa – Wismut Aue 3:1 i 1:3, dod. 1:1 1 11.09 1957 1:0 Krzysztof Baszkiewicz 49, 2:0 Bolesław Lewandowski 59, 2:1 Siegfried Kaiser 79, 3:1 Jan Gawroński 88 2 13.10 1957 0:1 Manfred Kaiser 10, 0:2 Siegfried Kaiser 55, 1:2 Krzysztof Baszkiewicz 60, 1:3 Siegfried Kaiser 74 (mecz w Karl-Marx-Stadt) 3 15.10 1957 1:0 Zbigniew Szarzyński 3, 1:1 Willy Tröger 90 (mecz w Berlinie Wschodnim – o awansie klubu Wismut zadecydował rzut monetą) |
| Polonia Bytom – MTK Budapeszt 0:3 i 0:3 1 27.09 1958 0:1 Károly Sándor 46, 0:2 Péter Palotás 73, 0:3 Péter Palotás 80k 2 01.10 1958 0:1 János Molnár 41, 0:2 Péter Palotás 58k, 0:3 Péter Palotás 75 |

## 1959/1960

### Puchar Europy
runda wstępna
 Jeunesse Esch –  ŁKS 5:0 i 1:2

1 09.09 1959 1:0 Marcel Theis 6, 2:0 Paul May 24, 3:0 Albert Schaak 55, 4:0 Jules Meurisse 80, 5:0 Jules Meurisse 85

2 23.09 1959 1:0 Ernest Jann 42, 1:1 Henryk Szymborski 61k, 1:2 Henryk Szymborski 85

## 1960/1961

### Puchar Europy
runda wstępna
 Aarhus GF –  Legia Warszawa 3:0 i 0:1

1 21.09 1960 1:0 John Amdisen 32, 2:0 Peder Kjær-Andersen 54, 3:0 John Jensen 75

2 05.10 1960 0:1 Helmut Nowak 29

## 1961/1962

### Puchar Europy
runda wstępna
 Górnik Zabrze –  Tottenham Hotspur 4:2 i 1:8

1 13.09 1961 1:0 Maurice Norman 8s, 2:0 Jerzy Musialek 20, 3:0 Erwin Wilczek 40, 4:0 Ernest Pol 48, 4:1 Clifford Jones 70, 4:2 Terrence Dyson 73 (mecz w Chorzowie)

2 20.09 1961 0:1 Daniel Blanchflower 10k, 0:2 Clifford Jones 20, 0:3 Clifford Jones 26, 1:3 Ernest Pol 28, 1:4 Clifford Jones 36, 1:5 Robert Smith 38, 1:6 Robert Smith 71, 1:7 Terrence Dyson 79, 1:8 John White 90

## 1962/1963

### Puchar Europy
runda wstępna
 Polonia Bytom –  Panathinaikos AO 2:1 i 4:1

1 12.09 1962 1:0 Norbert Pogrzeba 28, 1:1 Dimitris Theofanis 29, 2:1 Jerzy Jóźwiak 70 (mecz w Chorzowie)

2 19.09 1962 1:0 Jan Liberda 25, 1:1 Evangelos Panakis 38, 2:1 Henry Kempny 44, 3:1 Henry Kempny 47, 4:1 Norbert Pogrzeba 70
I runda
 Galatasaray SK –  Polonia Bytom 4:1 i 0:1

1 07.11 1962 1:0 Metin Oktay 19, 2:0 Metin Oktay 29k, 2:1 Norbert Pogrzeba 43, 3:1 Suat Mamat 50, 4:1 Metin Oktay

2 18.11 1962 0:1 Jerzy Jóźwiak 20 (mecz w Chorzowie

### Puchar Zdobywców Pucharów
1/16 finału
 Újpest –  Zagłębie Sosnowiec 5:0 i 0:0

1 12.09 1962 1:0 Bene 3, 2:0 Göröcs 41, 3:0 Göröcs 64, 4:0 Solymosi 66, 5:0 Sovari 87

2 26.09 1962

## 1963/1964

### Puchar Europy
runda wstępna
 Górnik Zabrze –  Austria Wiedeń 1:0 i 0:1, dod. 2:1

1 18.09 1963 1:0 Lentner 71 (mecz w Chorzowie)

2 02.10 1963 0:1 Buzek 46

3 09.10 1963 1:0 Pol 6, 2:0 Musiałek 30 – 2:1 Geyer 70 (mecz w Wiedniu)
pierwsza runda
PE I r.
 Górnik Zabrze –  Dukla Praga 2:0 i 1:4

1 13.11 1963 1:0 Musiałek 5, 2:0 Lubański 49 (mecz w Chorzowie)

2 20.11 1963 0:1 Kučera 18, 0:2 Masopust 19, 0:3 Jelinek 38, 0:4 Kučera 48, 1:4 Szołtysik 56

### Puchar Zdobywców Pucharów
1/16 finału
 Olympiakos SFP –  Zagłębie Sosnowiec 2:1 i 0:1, dod. 2:0
1 25.09 1963 1:0 G.Sideris 47, 2:0 G.Sideris 63, 2:1 Piecyk 86

2 02.10 1963 0:1 Krawiarz 40

3 23.10 1963 1:0 G.Sideris 30, 2:0 Neotoristos 63 (mecz w Wiedniu)

## 1964/1965

### Puchar Europy
Runda wstępna
 Dukla Praga –  Górnik Zabrze 4:1 i 0:3, dod. 0:0 (dog)

1 06.09 1964 0:1 Lubański 5, 1:1 Vacenovský 22, 2:1 Nedorost 56, 3:1 Masopust 84, 4:1 Nedorost 87

2 20.09 1964 0:1 Pol 32, 0:2 Pol 60, 0:3 Musiałek 65 (mecz w Chorzowie)

3 14.10 1964 (mecz w Duisburgu)

Dukla awansowała w wyniku losowania (rzut monetą)

### Puchar Zdobywców Pucharów
1/16 finału
 Admira Wiedeń –  Legia Warszawa 1:3 i 0:1

1 02.09 1964 0:1 Brychczy 43, 1:1 Kaltenbrunner 69, 1:2 Żmijewski 73, 1:3 Żmijewski 75

2 23.09 1964 0:1 Brychczy 11
1/8 finału
 Legia Warszawa –  Galatasaray SK 2:1 i 0:1, dod. 1:0

1 18.11 1964 1:0 Gmoch 69, 1:1 Metin 73, 2:1 K.Frąckiewicz 82

2 03.12 1964 0:1 Metin 22

3 10.12 1964 1:0 Apostel 14 (mecz w Warszawie)
1/4 finału
 Legia Warszawa –  TSV 1860 Monachium 0:4 i 0:0

1 03.03 1965 0:1 Grosser 69, 0:2 Küppers 73, 0:3 Heiss 75, 0:4 Heiss 87

2 17.03 1965

## 1965/1966

### Puchar Europy
runda wstępna
 LASK Linz –  Górnik Zabrze 1:3 i 1:2

1 15.09 1965 0:1 Jerzy Musiałek 19, 0:2 Erwin Wilczek 22, 0:3 Erwin Wilczek 55, 1:3 Helmut Köglberger 60 (mecz w Chorzowie)

2 22.09 1965 0:1 Ernest Pol 9, 0:2 Zygfryd Szołtysik 22, 1:2 Luka Liposinovic 34k
I runda
 Sparta Praga –  Górnik Zabrze 3:0 i 2:1

1 24.11 1965 1:0 Andrej Kvasnák 35k, 2:0 František Jílek 64, 3:0 Václav Vrána 80

2 28.11 1965 1:0 Ivan Mráz 17, 2:0 Ivan Mráz 78, 2:1 Zygfryd Szołtysik 84 (mecz w Chorzowie)

## 1966/1967

### Puchar Europy
I runda
 Górnik Zabrze –  Vorwärts Berlin 2:1 i 1:2, dod. 3:1

1 28.09 1966 1:0 Ernest Pol 38, 1:1 Otto Frassdorf 57, 2:1 Ernest Pol 71

2 12.10 1966 0:1 Jürgen Piepenburg 24, 0:2 Jürgen Nöldner 31, 1:2 Włodzimierz Lubański 38

3 26.10 1966 1:0 Włodzimierz Lubański 7, 2:0 Ernest Pol 22, 3:0 Włodzimierz Lubański 54, 3:1 Peter Kalinke 74 (mecz w Budapeszcie)
II runda
 CSKA Sofia –  Górnik Zabrze 4:0 i 0:3

1 23.11 1966 1:0 Dimitar Maraszlijew 31, 2:0 Dimitar Maraszlijew 44, 3:0 Nikola Czanew 71, 4:0 Iwan Wasiliew 89

2 07.12 1966 0:1 Zygfryd Szołtysik 1, 0:2 Ernest Pol 26, 0:3 Ernest Pol 44

### Puchar Zdobywców Pucharów
1/16 finału
 Chemie Lipsk –  Legia Warszawa 3:0 i 2:2

1 28.09 1966 1:0 Bauchspiess 61, 2:0 Scherbarth 77, 3:0 Bauchspiess 84

2 12.10 1966 1:0 Bauchspiess 18, 2:0 Bauchspiess 28, 2:1 Korzeniowski 41, 2:2 Żmijewski 87

## 1967/1968

### Puchar Europy
I runda
 Górnik Zabrze –  Djurgårdens3:0 i 1:0

1 20.09 1967 1:0 Włodzimierz Lubański 41, 2:0 Włodzimierz Lubański 86, 3:0 Roman Lentner 88 (mecz w Chorzowie)

2 04.10 1967 1:0 Jerzy Musiałek 35
II runda
 Dynamo Kijów –  Górnik Zabrze 1:2 i 1:1

1 17.11 1967 1:0 Alfred Olek 12s, 1:1 Zygfryd Szołtysik 15, 1:2 Włodzimierz Lubański 61

2 29.11 1967 1:0 Wasilij Turiańczyk 37, 1:1 Zygfryd Szołtysik 43 (mecz w Chorzowie)
1/4 finału
 Manchester United –  Górnik Zabrze 2:0 i 0:1

1 28.02 1968 1:0 Stefan Floreński 60s, Brian Kidd 89

2 13.03 1968 0:1 Włodzimierz Lubański 72 (mecz w Chorzowie)

### Puchar Zdobywców Pucharów
1/16 finału
 HJK Helsinki –  Wisła Kraków 1:4 i 0:4

1 20.09 1967 0:1 Skupnik 10, 0:2 Lendzion 14, 0:3 Lendzion 27, 0:4 Sykta 66, 1:4 Pajo 76

2 04.10 1967 0:1 Rejniala 25s, 0:2 Skupnik 44, 0:3 Wójcik 60, 0:4 Sykta 79
1/8 finału
 Wisła Kraków –  Hamburger SV 0:1 i 0:4

1 15.11 1967 0:1 Seeler 82

2 29.11 1967 0:1 H.Schulz 24, 0:2 Kurbjuhn 41, 0:3 H.Schulz 43, 0:4 Seeler 57

## 1968/1969
Z PE i PZP Polskie kluby wycofały się

### Puchar Miast Targowych
1/32 finału
 Legia Warszawa –  TSV 1860 Monachium 6:0 i 3:2

1 02.10 1968 1:0 Pieszko 1, 2:0 B. Blaut 22, 3:0 Pieszko 41, 4:0 Deyna 46, 5:0 Żmijewski 52, 6:0 Gadocha 57

2 09.10 1968 1:0 B. Blaut 8, 1:1 Patzke 30k, 1:2 Schutz 40, 2:2 Pieszko 57, 3:2 Brychczy 89
1/16 finału
 KSV Waregem –  Legia Warszawa 1:0 i 0:2

1 06.11 1968 1:0 Lambert 37k

2 12.11 1968 0:1 Deyna 68, 0:2 Gadocha 89
1/8 finału
 Legia Warszawa –  Újpest0:1 i 2:2

1 23.02 1969 0:1 A. Dunai 85

2 26.02 1969 1:0 Stachurski 40, 2:0 Żmijewski 42, 2:1 A. Dunai 66, 2:2 Solymosi 75k

## 1969/1970

### Puchar Europy
I runda
 UT Arad –  Legia Warszawa 1:2 i 0:8

1 17.09 1969 1:0 Flavius Domide 8, 1:1 Janusz Żmijewski 67, 1:2 Robert Gadocha 75

2 01.10 1969 0:1 Bernard Blaut 50, 0:2 Robert Gadocha 70, 0:3 Lucjan Brychczy 73, 0:4 Robert Gadocha 74, 0:5 Władysław Stachurski 78, 0:6 Kazimierz Deyna 81, 0:7 Janusz Żmijewski 82, 0:8 Jan Pieszko 85k
II runda
 Legia Warszawa –  AS Saint-Étienne 2:1 i 1:0

1 12.11 1969 0:1 Herve Revelli 39, 1:1 Jan Pieszko 78, 2:1 Kazimierz Deyna 83

2 26.11 1969 1:0 Kazimierz Deyna 85
1/4finału
 Galatasaray SK –  Legia Warszawa 1:1 i 0:2

1 04.03 1970 0:1 Lucjan Brychczy 37, 1:1 Ayhan Elmastasoglu 47

2 18.03 1970 0:1 Lucjan Brychczy 14, 0:2 Lucjan Brychczy 57
1/2 finału
 Legia Warszawa –  Feyenoord 0:0 i 0:2

1 01.04 1970

2 15.04 1970 0:1 Wim van Hanegem 4, 0:2 Franz Hasil 77

### Puchar Zdobywców Pucharów
1/16 finału
 Olympiakos SFP –  Górnik Zabrze 2:2 i 0:5

1 17.09 1969 0:1 Wilczek 8, 0:2 Wilczek 36, 1:2 Youtsos 58, 2:2 I.Sideris 84

2 01.10 1969 0:1 Wilczek 1, 0:2 Skowronek 62, 0:3 Szołtysik 70, 0:4 Banaś 82k, 0:5 Banaś 84
1/8 finału
 Górnik Zabrze –  Rangers 3:1 i 3:1

1 12.11 1969 1:0 Lubański 5, 2:0 Szaryński 11, 2:1 Pearson 55, 3:1 Lubański 87

2 26.11 1969 0:1 Baxter 17, 1:1 Olek 63, 2:1 Lubański 77, 3:1 Skowronek 81
1/4 finału
 Lewski Spartak Sofia –  Górnik Zabrze 3:2 i 1:2

1 04.03 1970 0:1 Szołtysik 5, 1:1 Asparuchow 30, 2:1 Panow 36, 2:2 Banaś 52, 3:2 Asparuchow 89

2 18.03 1970 0:1 Lubański 44, 0:2 Banaś 56, 1:2 P.Kiryłow 59
1/2 finału
 AS Roma –  Górnik Zabrze 1:1 i 2:2 (dogr.), dod. 1:1 (dogr.)

1 01.04 1970 0:1 Banaś 28, 1:1 Salvori 53

2 15.04 1970 1:0 Capello 9k, 1:1 Lubański 90k, 1:2 Lubański 93, 2:2 Scaratti 120

3 22.04 1970 0:1 Lubański 40, 1:1 Capello 57k (mecz w Strasburgu)

awans Górnika po losowaniu (rzut monetą)
Finał
29 kwietnia 1970 Wiedeń Praterstadion (7968)

 Manchester City –  Górnik Zabrze 2:1 (2:0)

Sędzia: Paul Schiller (Austria)

Bramki: 1:0 Neil Young 12, 2:0 Francis Lee 43k, 2:1 Stanisław Oślizło 68

Klub Sportowy Górnik Zabrze (trener Geza Kalocsai, Michał Matyas):

Hubert Kostka – Jerzy Gorgoń, Stanisław Oślizło (kapitan), Stefan Florenski (85 Rainer Kuchta), Henryk Latocha, Alfred Olek, Zygfryd Szołtysik, Erwin Wilczek (75 Hubert Skowronek), Jan Banaś, Włodzimierz Lubański, Władysław Szaryński

### Puchar Miast Targowych
1/32 finału
 WSC –  Ruch Chorzów 4:2 i 1:4

1 17.09 1969 1:0 Pribil 12, 1:1 Marx 30, 2:1 Onger 35, 3:1 F. Laudrup 40, 3:2 Gomoluch 64, 4:2 Hörmayer 80

2 30.09 1969 0:1 Piechniczek 7, 0:2 E. Faber 16, 0:3 Marx 51, 0:4 Herman 55, 1:4 F. Laudrup 72
 FK Vojvodina –  Gwardia Warszawa 1:1 i 0:1

1 04.09 1969 0:1 B. Wiśniewski 18, 1:1 Dakić 49k

2 17.09 1969 0:1 E. Lipiński 16
1/16 finału
 Dunfermline Athletic –  Gwardia Warszawa 2:1 i 1:0

1 05.11 1969 1:0 McLean 8, 1:1 Marczak 62, 2:1 Gardner 73

2 18.11 1969 1:0 Renton 5
 AFC Ajax –  Ruch Chorzów 7:0 i 2:1

1 19.11 1969 1:0 Vasovic 43, 2:0 Swart 44, 3:0 Cruijff 56, 4:0 van Dijk 63, 5:0 Cruijff 70, 6:0 Vasovic 76k, 7:0 van Dijk 80

2 26.11 1969 1:0 G. Mühren 15, 1:1 Piechniczek 43, 2:1 van Dijk 89

## 1970/1971

### Puchar Europy
I runda
 IFK Göteborg –  Legia Warszawa 0:4 i 1:2

1 16.09 1970 0:1 Gadocha 45, 0:2 Pieszko 52, 0:3 Stachurski 82, 0:4 Stachurski 87

2 30.09 1970 1:0 Almqvist 26, 1:1 Deyna 36, 1:2 Gadocha 37
II runda
 Standard Liège –  Legia Warszawa 1:0 i 0:2

1 21.10 1970 1:0 Pilot 77

2 04.11 1970 0:1 Pieszko 8, 0:2 Żmijewski 20
1/4 finału
 Atlético Madryt –  Legia Warszawa 1:0 i 1:2

1 10.03 1971 1:0 Adelardo 21

2 24.03 1971 1:0 Salcedo 12, 1:1 Pieszko 25, 1:2 Stachurski 51

### Puchar Zdobywców Pucharów
1/16 finału
 Aalborg BK –  Górnik Zabrze 0:1 i 1:8

1 16.09 1970 0:1 Lubański 28

2 23.09 1970 0:1 Szaryński 1, 0:2 Olek 8, 0:3 Jerzy Wilim 15, 1:3 E.Andersen 27, 1:4 Lubański 46, 1:5 Szołtysik 51, 1:6 Jerzy Wilim 58, 1:7 Lubański 74k, 1:8 Olek 84
1/8 finału
 Göztepe A.Ş. –  Górnik Zabrze 0:1 i 0:3

1 21.10 1970 0:1 Lubański 28

2 04.11 1970 0:1 Lubański 28, 0:2 Banaś 30, 0:3 Lubański 33
1/4 finału
 Górnik Zabrze –  Manchester City 2:0 i 0:2, dod. 1:3

1 10.03 1971 1:0 Lubański 34, 2:0 Wilczek 40 (mecz w Chorzowie)

2 24.03 1971 0:1 Mellor 40, 0:2 Doyle 66

3 31.03 1971 0:1 Young 20, 0:2 Booth 38, 1:2 Lubański 57, 1:3 Lee 65 (mecz w Kopenhadze)

### Puchar Miast Targowych
1/32 finału
 Ruch Chorzów –  ACF Fiorentina 1:1 i 0:2

1 16.09 1970 1:0 E. Faber 46, 1:1 Vitali 53

2 30.09 1970 0:1 Chiarugi 41, 0:2 Mariani 47
 GKS Katowice –  FC Barcelona 0:1 i 2:3

1 16.09 1970 0:1 Rexach 82

2 23.09 1970 1:0 Rother 8, 2:0 Nowok 41k, 2:1 Pujol 51, 2:2 Marti-Filosia 60, 2:3 Rexa

## 1971/1972

### Puchar Europy
I runda
 Olympique Marsylia –  Górnik Zabrze 2:1 i 1:1

1 15.09 1971 0:1 Lubański 28, 1:1 Wraży 45s, 2:1 Skoblar 78

2 29.09 1971 0:1 Anczok 32, 1:1 Skoblar 53 (mecz w Chorzowie)

### Puchar Zdobywców Pucharów
I runda
 Zagłębie Sosnowiec –  Åtvidabergs FF 3:4 i 1:1

1 15.09 1971 1:0 Jarosik 15, 1:1 Sandberg 30, 1:2 Sandberg 47, 2:2 Gzel 50, 2:3 Torstenson 62, 2:4 Edström 71, 3:4 Gałeczka 82

2 29.09 1971 1:0 Jarosik 7, 1:1 Ljunberg 15

### Puchar UEFA
I runda
 FC Lugano –  Legia Warszawa 1:3 i 0:0

1 15.09 1971 0:1 Ćmikiewicz 20, 0:2 Stachurski 61, 1:2 Luttrop 83k, 1:3 T. Nowak 88

2 29.09 1971
 Zagłębie Wałbrzych –  Union Teplice 1:0 i 3:2

1 15.09 1971 1:0 Galas 39

2 29.09 1971 1:0 Kwiatkowski 65, 1:1 Strahl 70, 2:1 Augustyniak 73, 2:2 Smetana 75, 3:2 Kwiatkowski 78
II runda
 Rapid Bukareszt –  Legia Warszawa 4:0 i 0:2

1 19.10 1971 1:0 Ene 23, 2:0 Ene 28, 3:0 Neagu 29, 4:0 Neagu 71

2 03.11 1971 0:1 T. Nowak 2, 0:2 B. Blaut 6
 Zagłębie Wałbrzych –  UT Arad 1:1 i 1:2 (dog)

1 20.10 1971 1:0 Kwiatkowski 10, 1:1 Brosovschi 86

2 03.11 1971 0:1 Domide 13, 1:1 Pawłowski 67, 1:2 Kun 115

## 1972/1973

### Puchar Europy
I runda
 Sliema Wanderers –  Górnik Zabrze 0:5 i 0:5

1 13.09 1972 0:1 Lubański 25, 0:2 Lubański 27, 0:3 Lubański 39, 0:4 Banaś 82, 0:5 Wilczek 87

2 27.09 1972 0:1 Szołtysik 1, 0:2 Lubański 31, 0:3 Szarmach 62, 0:4 Oślizło 67, 0:5 Szarmach 90
II runda
 Dynamo Kijów –  Górnik Zabrze 2:0 i 1:2

1 25.10 1972 1:0 Muntjan 60k, 2:0 Puzacz 78

2 08.11 1972 1:0 Błochin 25, 1:1 Lubański 30, 1:2 Gorgoń 62

### Puchar Zdobywców Pucharów
1/16 finału
 Víkingur Reykjavík –  Legia Warszawa 0:2 i 0:9

1 13.09 1972 0:1 Białas 60, 0:2 Balcerzak 62

2 27.09 1972 0:1 Białas 6, 0:2 Pieszko 17, 0:3 Białas 44k, 0:4 Stachurski 46, 0:5 Pieszko 47, 0:6 Deyna 60, 0:7 Pieszko 67, 0:8 Ćmikiewicz 84k, 0:9 Deyna 88
1/8 finału
 Legia Warszawa –  AC Milan 1:1 i 1:2 (dog)

1 25.10 1972 0:1 Golin 75, 1:1 Deyna 79

2 08.11 1972 0:1 Zignoli 10, 1:1 Pieszko 44, 1:2 Chiarugi 118

### Puchar UEFA
1/32 finału
 Ruch Chorzów –  Fenerbahçe SK 3:0 i 0:1

1 13.09 1972 1:0 Maszczyk 13, 2:0 Kopicera 55, 3:0 Bon 59

2 27.09 1972 0:1 Ercan Cevher 70
 Vitória Setúbal –  Zagłębie Sosnowiec 6:1 i 0:1

1 13.09 1972 1:0 Duda 12, 2:0 Arcanjo 37, 3:0 Jacinto João 53, 4:0 Duda 54, 5:0 Jacinto João 70, 6:0 Guerreiro 75, 6:1 Jarosik 85

2 28.09 1972 0:1 Ambroży 55k
1/16 finału
 Ruch Chorzów –  Dynamo Drezno 0:1 i 0:3

1 25.10 1972 0:1 Dörner 13

2 08.11 1972 0:1 Kreische 45, 0:2 Kreische 66, 0:3 K. Sammer 68

## 1973/1974

### Puchar Europy
I runda
 FK Crvena zvezda –  Stal Mielec 2:1 i 1:0

1 19.09 1973 1:0 Petrović 2, 1:1 Lato 46, 2:1 Karasi 67

2 03.10 1973 1:0 Lazarević 26 (mecz w Krakowie)

### Puchar Zdobywców Pucharów
1/16 finału
 Legia Warszawa –  PAOK FC 1:1 i 0:1

1 19.09 1973 0:1 Terzanidis 47, 1:1 Pieszko 56

2 03.10 1973 0:1 Paridis 77

### Puchar UEFA
1/32 finału
 Ruch Chorzów –  Wuppertaler SVl 4:1 i 4:5

1 19.09 1973 1:0 Bula 8, 2:0 Marx 48, 2:1 Kohle 70k, 3:1 Herisz 74, 4:1 Maszczyk 79 (mecz w Katowicach)

2 03.10 1973 1:0 Benigier 8, 1:1 Stockl 32, 2:1 Kopicera 37, 3:1 Marx 40, 3:2 Cremer 41, 3:3 Pröpper 50, 4:3 Bula 62, 4:4 Cremer 73, 4:5 Reichert 85
 Ferencvárosi TC –  Gwardia Warszawa 0:1 i 1:2

1 19.09 1973 0:1 Szymczak 40

2 03.10 1973 0:1 B. Wiśniewski 32k, 0:2 Szymczak 39, 1:2 Mate 89
1/16 finału
 Ruch Chorzów –  FC Carl Zeiss Jena 3:0 i 0:1

1 24.10 1973 1:0 Benigier 38, 2:0 Kopicera 64, 3:0 Bula 80

2 07.11 1973 0:1 Bransch 72
 Feyenoord –  Gwardia Warszawa 3:1 i 0:1

1 24.10 1973 0:1 Szymczak 35, 1:1 Schoenmaker 60, 2:1 de Jong 72, 3:1 Schoenmaker 87

2 07.11 1973 0:1 Szymczak 42k
1/8 finału
 Honvéd –  Ruch Chorzów 2:0 i 0:5

1 28.11 1973 1:0 Pusztai 30, 2:0 Pusztai 67

2 12.12 1973 0:1 Bon 34, 0:2 Kopicera 52, 0:3 Marx 60, 0:4 Bula 62, 0:5 Kopicera 72
1/4 finału
 Ruch Chorzów –  Feyenoord 1:1 i 1:3 (dog)

1 06.03 1974 0:1 Schoenmaker 77, 1:1 Maszczyk 90

2 20.03 1974 1:0 Marx 19, 1:1 Schoenmaker 55k, 1:2 de Jong 91, 1:3 Schoenmaker 94

## 1974/1975

### Puchar Europy
I runda
 Hvidovre IF –  Ruch Chorzów 0:0 i 1:2

1 18.09 1974

2 02.10 1974 0:1 Bula 34, 1:1 B.Pedersen 55, 1:2 Bula 63
II runda
 Ruch Chorzów –  Fenerbahçe SK 2:1 i 2:0

1 23.10 1974 0:1 Niazi 38, 1:1 Kopicera 46, 2:1 Benigier 61

2 06.11 1974 1:0 Kopicera 16, 2:0 Benigier 42
1/4 finału
 Ruch Chorzów –  AS Saint-Étienne 3:2 i 0:2

1 05.03 1975 1:0 Maszczyk 10, 2:0 Benigier 37, 3:0 Bula 46k, 3:1 Larque 64, 3:2 Triantafilos 85

2 19.03 1975 0:1 Janvion 2, 0:2 H.Revelli 81k

### Puchar Zdobywców Pucharów
1/16 finału
 Gwardia Warszawa –  Bologna FC 2:1 i 1:2 (dog), karne 5:3

1 18.09 1974 0:1 Savoldi 42, 1:1 Sroka 48k, 2:1 Kraska 80

2 02.10 1974 0:1 Savoldi 16, 1:1 Terlecki 25, 1:2 Savoldi 43
1/8 finału
 Gwardia Warszawa –  PSV Eindhoven 1:5 i 0:3

1 23.10 1974 0:1 Deykers 16, 0:2 Lubse 18, 0:3 W. van de Kerkhof 21, 0:4 van der Kuijlen 61, 0:5 Dawidczyński 70s, 1:5 Malkiewicz 71k

2 06.11 1974 0:1 van der Kuijlen 38k, 0:2 van der Kuijlen 39, 0:3 Lubse 89

### Puchar UEFA
1/32 finału
 Górnik Zabrze –  Partizan 2:2 i 0:3

1 18.09 1974 1:0 Kurzeja 57, 2:0 Kwaśny 68, 2:1 Zavisić 72, 2:2 Vukotić 86

2 01.10 1974 0:1 Vukotić 21, 0:2 Boško Dżordżević 79, 0:3 Todorović 89
 FC Nantes –  Legia Warszawa 2:2 i 1:0

1 18.09 1974 0:1 Białas 18, 0:2 Pieszko 50, 1:2 Ćmikiewicz 66s, 2:2 Michel 69k

2 02.10 1974 1:0 Rampillon 65

## 1975/1976

### Puchar Europy
I runda
 Ruch Chorzów –  Kuopion Palloseura 5:0 i 2:2

1 17.09 1975 1:0 Marx 6, 2:0 Bula 12k, 3:0 Benigier 27, 4:0 Marx 59, 5:0 Kopicera 66

2 01.10 1975 1:0 Chojnacki 12, 1:1 Törnross 55, 1:2 Heiskanen 60, 2:2 R.Faber 75 (mecz w Mikkeli)
II runda
 Ruch Chorzów –  PSV Eindhoven 1:3 i 0:4

1 22.10 1975 1:0 Bula 11, 1:1 Lubse 57, 1:2 Edström 70, 1:3 R.van de Kerkhof 75

2 05.11 1975 0:1 R.van de Kerkhof 12, 0:2 van der Kuylen 22, 0:3 van der Kuylen 28, 0:4 Lubse 69

### Puchar Zdobywców Pucharów
1/16 finału
 Skeid –  Stal Rzeszów 1:4 i 0:4

1 17.09 1975 0:1 Kozerski 15, 0:2 Kozerski 48, 1:2 Skjönsberg 65, 1:3 Curyło 76, 1:4 Krawczyk 84

2 01.10 1975 0:1 Kozerski 7, 0:2 Miler 16, 0:3 Krawczyk 43, 0:4 Napieracz 67
1/8 finału
 Wrexham –  Stal Rzeszów 2:0 i 1:1

1 22.10 1975 1:0 Ashcroft 10, 2:0 Ashcroft 34

2 05.11 1975 0:1 Kozerski 68, 1:1 Sutton 83
|}

### Puchar UEFA
1/32 finału
 Holbæk BIF –  Stal Mielec 0:1 i 1:2

1 17.09 1975 0:1 Sekulski 76

2 01.10 1975 0:1 Karaś 18, 1:1 Torben Hansen 47, 1:2 Krawczyk 54
 GAIS –  Śląsk Wrocław 2:1 i 2:4

1 17.09 1975 1:0 Palson 9, 1:1 Kwiatkowski 82, 2:1 Palson 85k

2 01.10 1975 1:0 Hans Johanson 14, 1:1 Sybis 23, 1:2 Sybis 41, 1:3 Sybis 73, 2:3 Hans Johanson 80, 2:4 Pawłowski 85
1/16 finału
 Śląsk Wrocław –  Antwerp1:1 i 2:1

1 22.10 1975 1:0 Pawłowski 38, 1:1 Houwaart 50

2 05.11 1975 1:0 Sybis 36, 2:0 Pawłowski 41, 2:1 de Schri)ver 57
 Carl Zeiss Jena –  Stal Mielec 1:0 i 0:1 (dog), karne 2:3

1 22.10 1975 1:0 Kurbjuweit 80

2 05.11 1975 0:1 Karaś 80
1/8 finału
 Inter Bratysława –  Stal Mielec 1:0 i 0:2

1 26.11 1975 1:0 Sajanek 89

2 10.12 1975 0:1 Sekulski 75, 0:2 Karaś 85
 Śląsk Wrocław –  Liverpool 1:2 i 0:3

1 26.11 1975 0:1 R. Faber 60s, 0:2 Toshack 73, 1:2 Pawłowski 79

2 10.12 1975 0:1 Case 22, 0:2 Case 29, 0:3 Case 46
1/4 finału
 Hamburger SV –  Stal Mielec 1:1 i 1:0

1 03.03 1976 1:0 Bertl 11, 1:1 Oratowski 46

2 17.03 1976 1:0 Nogly 17

## 1976/1977

### Puchar Europy
I runda
 Stal Mielec –  Real Madryt 1:2 i 0:1

1 15.09 1976 0:1 Santillana 8, 0:2 del Bosque 52, 1:2 Sekulski 73

2 29.09 1976 0:1 Pirri 64 (mecz w Walencji)

### Puchar Zdobywców Pucharów
1/16 finału
 Floriana –  Śląsk Wrocław 1:4 i 0:2

1 23.09 1976 0:1 Z.Garłowski 30k, 0:2 Kwiatkowski 47, 0:3 I.Garłowski 57, 0:4 Kwiatkowski 74, 1:4 W.Vassallo 80 (mecz w Gżirze)

2 29.09 1976 0:1 Pawłowski 60, 0:2 Erlich 70
1/8 finału
 Śląsk Wrocław –  Bohemians 3:0 i 1:0

1 20.10 1976 1:0 Kwiatkowski 1, 2:0 Sybis 50, 3:0 Sybis 52

2 03.11 1976 1:0 Pawłowski 31
1/4 finału
 Śląsk Wrocław –  SSC Napoli 0:0 i 0:2

1 02.03 1976

2 16.03 1976 0:1 Massa 9, 0:2 Chiarugi 50

### Puchar UEFA
1/32 finału
 Celtic F.C. –  Wisła Kraków 2:2 i 0:2

1 15.09 1976 1:0 McDonald 13, 1:1 Kmiecik 67, 1:2 Wróbel 74, 2:2 Dalglish 89

2 29.09 1976 0:1 Kmiecik 53, 0:2 Kmiecik 59
 1. FC Köln –  GKS Tychy 2:0 i 1:1

1 15.09 1976 1:0 Flohe 42k, 2:0 van Gool 88

2 29.09 1976 0:1 Ogaza 18, 1:1 Dieter Müller 75 (mecz w Katowicach)
1/16 finału
 Wisła Kraków –  RWD Molenbeek1:1 i 1:1 (dog), karne 4:5

1 20.10 1976 1:0 Kapka 6, 1:1 Olsen 76

2 03.11 1976 0:1 Nielsen 28, 1:1 Maculewicz 35

## 1977/1978

### Puchar Europy
I runda
 Lewski Spartak Sofia –  Śląsk Wrocław 3:0 i 2:2

1 14.09 1977 1:0 Panow 20, 2:0 Milanow 40, 3:0 Milanow 42

2 28.09 1977 0:1 Pawłowski 28, 1:1 Panow 29, 2:1 Panow 58, 2:2 Kopycki 75

### Puchar Zdobywców Pucharów
1/16 finału
 PAOK FC –  Zagłębie Sosnowiec 2:0 i 2:0

1 14.09 1977 1:0 Pelios 25, 2:0 Anastasiadis 80

2 28.09 1977 1:0 Kermanidis 48, 2:0 Damanakis 70

### Puchar UEFA
1/32 finału
 Górnik Zabrze –  FC Haka 5:3 i 0:0

1 14.09 1977 Gzil 18, 25, 47, Radecki 15, Wasilewski 46 – Jarzina s, A. Uimonen, Pirinen

2 28.09 1977
 Odra Opole –  1. FC Magdeburg 1:2 i 1:1

1 14.09 1977 1:0 Decker 39s, 1:1 Sparwasser 59, 1:2 Sparwasser 65

2 28.09 1977 0:1 Streich 11, 1:1 Klose 38
 Manchester City –  Widzew Łódź 2:2 i 0:0

1 14.09 1977 1:0 Barnes 10, 2:0 Channon 50, 2:1 Boniek 70, 2:2 Boniek 76k

2 28.09 1977
1/16 finału
 Aston Villa –  Górnik Zabrze 2:0 i 1:1

1 19.10 1977 1:0 McNaught 11, 2:0 McNaught 54

2 02.11 1977 0:1 Marcinkowski 40, 1:1 Gray 52
 Widzew Łódź –  PSV Eindhoven 3:5 i 0:1

1 19.10 1977 1:0 Rozborski 16, 1:1 Deyckers 25, 1:2 Deyckers 37, 1:3 Deyckers 55, 2:3 Kowenicki 65, 2:4 van der Kuijlen 72, 2:5 François 73, 3:5 Boniek 79

2 02.11 1977 0:1 Deyckers 70

## 1978/1979

### Puchar Europy
I runda
 Club Brugge –  Wisła Kraków 2:1 i 1:3

1 13.09 1978 1:0 Ceulemans 24, 2:0 Cools 26, 2:1 Kapka 80

2 27.09 1978 0:1 Kmiecik 26, 1:1 van der Eycken 80, 1:2 Lipka 82, 1:3 Krupiński 89
II runda
 FC Zbrojovka Brno –  Wisła Kraków 2:2 i 1:1

1 18.10 1978 0:1 Kmiecik 37, 1:1 Pešice 72k, 2:1 Kroupa 77, 2:2 Maculewicz 87

2 01.11 1978 0:1 Kapka 54, 1:1 Došek 79
1/4 finału
 Wisła Kraków –  Malmö FF 2:1 i 1:4

1 07.03 1979 0:1 Hansson 13, 1:1 Nawałka 26, 2:1 Kmiecik 85

2 21.03 1979 1:0 Kmiecik 58, 1:1 Ljungberg 65k, 1:2 Ljungberg 72, 1:3 Cervin 82, 1:4 Ljungberg 90k

### Puchar Zdobywców Pucharów
1/16 finału
 Zagłębie Sosnowiec –  SSW Innsbruck 2:3 i 1:1

1 13.09 1978 1:0 Zarychta 13, 1:1 P. Koncilia 21, 1:2 Oberacher 38, 1:3 Braschler 81, 2:3 Szaryński 86

2 27.09 1978 0:1 Koterwa 11s, 1:1 Dworczyk 26

### Puchar UEFA
1/32 finału
 MSV Duisburg –  Lech Poznań 5:0 i 5:2

1 13.09 1978 1:0 Jara 21, 2:0 Worm 23, 3:0 Alhaus 32, 4:0 Worm 37, 5:0 Büssers 88

2 27.09 1978 1:0 Büssers 4, 2:0 Worm 22, 3:0 Fenten 30, 3:1 Kasalik 34, 4:1 Buttgereit 71, 5:1 Worm 72, 5:2 Okoński 83
 Pezoporikos Larnaka –  Śląsk Wrocław 2:2 i 1:5

1 16.09 1978 1:0 Theotanous 40, 1:1 Pawłowski 44k, 2:1 Theotanous 64, 2:2 Sybis 86

2 27.09 1978 0:1 Z. Garlowski 12, 1:1 Lambru 13, 1:2 R. Faber 30, 1:3 Olesiak 34, 1:4 Kwiatkowski 60, 1:5 Sybis 86
1/16 finału
 Vestmannaeyja –  Śląsk Wrocław 0:2 i 1:2

1 21.10 1978 0:1 Kwiatkowski 52, 0:2 Faber 68 (mecz w Reykjavíku)

2 02.11 1978 0:1 Nocko 15, 1:1 Hullgrimsson 29, 1:2 Kwiatkowski 87
1/8 finału
 Borussia Mönchengladbach –  Śląsk Wrocław 1:1 i 4:2

1 22.11 1978 1:0 Kulik 36k, 1:1 Olesiak 50

2 06.12 1978 0:1 Pawlowski 25k, 1:1 Simonsen 37, 2:1 Nielsen 48, 2:2 Pawlowski 49, 3:2 Simonsen 85, 4:2 Simonsen 89

## 1979/1980

### Puchar Europy
I runda
 Dynamo Berlin –  Ruch Chorzów 4:1 i 0:0

1 19.09 1979 1:0 Netz 3, 2:0 Pelka 18, 3:0 Riediger 27, 4:0 Pelka 79, 4:1 Wyciślik 87

2 03.10 1979

### Puchar Zdobywców Pucharów
1/16 finału
 Arka Gdynia –  Beroe Stara Zagora 3:2 i 0:2

1 19.09 1979 1:0 Kwiatkowski 23, 1:1 Petkow 42, 2:1 Korynt 47, 3:1 Korynt 54, 3:2 Lipenski 62

2 03.10 1979 0:1 Stojanow 33, 0:2 Petkow 36

### Puchar UEFA
1/32 finału
 Widzew Łódź –  AS Saint-Étienne 2:1 i 0:3

1 19.09 1979 0:1 Platini 36, 1:1 Boniek 66, 2:1 Kowenicki 81

2 03.10 1979 0:1 Rep 25, 0:2 Rep 53, 0:3 Rep 69
 Aarhus GF –  Stal Mielec 1:1 i 1:0

1 19.09 1979 1:0 Oben 55, 1:1 Karaś 64

2 03.10 1979 1:0 Lars Jensen 80

## 1980/1981

### Puchar Europy
I runda
 Trabzonspor –  Szombierki Bytom 2:1 i 0:3

1 17.09 1980 1:0 Sinan 36, 2:0 Tunçay 54, 2:1 J. Wieczorek 87

2 01.10 1980 0:1 Byś 17, 0:2 Ogaza 80, 0:3 Sroka 89k
II runda
 CSKA Sofia –  Szombierki Bytom 4:0 i 1:0

1 22.10 1980 1:0 Jonczew 22, 2:0 Jonczew 58, 3:0 Jonczew 60, 4:0 Zdrawkow 75

2 05.11 1980 1:0 Dżewizow 52

### Puchar Zdobywców Pucharów
1/16 finału
 Sławia Sofia –  Legia Warszawa 3:1 i 0:1

1 16.09 1980 0:1 Miłoszewicz 38, 1:1 Cwetkow 55k, 2:1 Weliczkow 73, 3:1 Weliczkow 86

2 01.10 1980 0:1 Okoński 50k

### Puchar UEFA
1/32 finału
 Manchester United –  Widzew Łódź 1:1 i 0:0

1 17.09 1980 1:0 Mcllroy 4, 1:1 Surlit 6

2 01.10 1980
 Śląsk Wrocław –  Dundee United 0:0 i 2:7

1 17.09 1980

2 01.10 1980 0:1 Dodds 6, 0:2 Stark 26, 1:2 Pawłowski 37, 1:3 Hegarty 50, 1:4 Pettigrew 61, 1:5 Pettigrew 71, 1:6 Dodds 74, 1:7 Payne 87k, 2:7 Pawłowski 89
1/16 finału
 Widzew Łódź –  Juventus F.C. 3:1 i 1:3 (dog), karne 4:1

1 22.10 1980 1:0 Grębosz 30, 1:1 Bettega 42, 2:1 Pięta 69, 3:1 Smolarek 79

2 05.11 1980 0:1 Tardelli 37, 0:2 Furmo 46, 1:2 Pięta 59, 1:3 Brady 60
1/8 finału
 Ipswich Town –  Widzew Łódź 5:0 i 0:1

1 26.11 1980 1:0 Wark 22, 2:0 Brazil 40, 3:0 Wark 44, 4:0 Mariner 70, 5:0 Wark 77

2 10.12 1980 0:1 Pięta 55

## 1981/1982

### Puchar Europy
I runda
 Widzew Łódź –  RSC Anderlecht 1:4 i 1:2

1 16.09 1981 0:1 Lozano 40k, 0:2 Lozano 73, 0:3 Hansen 79, 1:3 Smolarek 82, 1:4 Petursson 90

2 30.09 1981 0:1 Brylle 6, 0:2 Geurts 58, 1:2 Smolarek 65

### Puchar Zdobywców Pucharów
1/16 finału
 Vålerenga Fotball –  Legia Warszawa 2:2 i 1:4

1 16.09 1981 1:0 Jacobsen 35, 1:1 Majewski 43, 1:2 Okoński 61, 2:2 Jacobsen 70

2 30.09 1981 0:1 Baran 1, 0:2 Adamczyk 6, 0:3 Topolski 36, 1:3 Moen 38, 1:4 Miłoszewicz 90
1/8 finału
 Legia Warszawa –  Lausanne Sports 2:1 i 1:1

1 21.10 1981 1:0 Adamczyk 8, 1:1 Kok 22, 2:1 Baran 32

2 04.11 1981 1:0 Baran 48, 1:1 Ley-Raveilo 85
1/4 finału
 Legia Warszawa –  Dinamo Tbilisi 0:1 i 0:1

1 03.03 1982 0:1 Sułakwelidze 9

2 17.03 1982 0:1 Szengelija 30

### Puchar UEFA
1/32 finału
 Feyenoord –  Szombierki Bytom 2:0 i 1:1

1 16.09 1981 1:0 Bouwens 72, 2:0 Niolsen 75

2 30.09 1981 0:1 Ogaza 54, 1:1 Bouwens 87
 Malmö FF –  Wisła Kraków 2:0 i 3:1

1 16.09 1981 1:0 Björn Nilsson 31, 2:0 Kinnvall 59

2 30.09 1981 0:1 Kapka 5, 1:1 Palmer 51, 2:1 Prytz 58, 3:1 Björn Nilsson 75

## 1982/1983

### Puchar Europy
I runda
 Hibernians FC –  Widzew Łódź 1:4 i 1:3

1 15.09 1982 0:1 Tłokiński 6, 0:2 Filipczak 32, 0:3 Filipczak 62, 0:4 Filipczak 64, 1:4 J. Xuereb 89

2 29.09 1982 1:0 G. Xuereb 16, 1:1 Grębosz 26k, 1:2 Matusiak 51, 1:3 Matusiak 86
II runda
 Rapid Wiedeń –  Widzew Łódź 2:1 i 3:5

1 20.10 1982 0:1 Tłokiński 48, 1:1 Keglevits 58, 2:1 Kienast 71

2 03.11 1982 0:1 Woźniak 15, 0:2 Woźniak 25, 0:3 Rozborski 29, 1:3 Panenka 33k, 2:3 Lainer 53, 2:4 Surlit 65, 2:5 Wraga 77, 3:5 Grębosz 88s
1/4 finału
 Widzew Łódź –  Liverpool 2:0 i 2:3

1 02.03 1983 1:0 Tłokiński 49, 2:0 Wraga 80

2 16.03 1983 0:1 Neal 16k, 1:1 Tłokiński 39k, 2:1 Smolarek 53, 2:2 Rush 80, 2:3 Hodgson 90
1/2 finału
 Juventus F.C. –  Widzew Łódź 2:0 i 2:2

1 06.04 1983 1:0 Tardelli 8, 2:0 Bettega 59

2 20.04 1983 1:0 Rossi 32, 1:1 Surlit 54, 1:2 Surlit 81, 2:2 Platini 82k

### Puchar Zdobywców Pucharów
1/16 finału
 Vestmannaeyja –  Lech Poznań 0:1 i 0:3

1 14.09 1982 0:1 Partyński 30 (mecz w Kópavogur)

2 29.09 1982 0:1 Okoński 7, 0:2 Niewiadomski 50, 0:3 Okoński 52
1/8 finału
 Aberdeen –  Lech Poznań 2:0 i 1:0

1 20.10 1982 1:0 McGhee 55, 2:0 Weir 56

2 03.11 1982 1:0 Dougbell 59

### Puchar UEFA
1/32 finału
 Śląsk Wrocław –  Dinamo Moskwa 2:2 i 1:0

1 15.09 1982 1:0 Sybis 1, 2:0 Socha 17, 2:1 Mentiukow 35, 2:2 Dżawadow 50

2 29.09 1982 1:0 Tarasiewicz 17
 Stal Mielec –  KSC Lokeren 1:1 i 0:0

1 15.09 1982 0:1 van der Gijp 69, 1:1 Buda 86

2 28.09 1982
1/16 finału
 Śląsk Wrocław –  Servette FC 0:2 i 1:5

1 21.10 1982 0:1 Decastel 68, 0:2 Favre 79

2 04.11 1982 0:1 Favre 27k, 1:1 Prusik 29, 1:2 Decastel 35, 1:3 Brigger 37, 1:4 Favre 47, 1:5 Decastel 77
mecz rewanżowy przesunięto o jeden dzień z powodu silnej mgły

## 1983/1984

### Puchar Europy
I runda
 Lech Poznań –  Athletic Bilbao 2:0 i 0:4

1 14.09 1983 1:0 Niewiadomski 35, 2:0 Okoński 44

2 28.09 1983 0:1 A. Goikoetxea 11, 0:2 Sola 34k, 0:3 Noriega 53, 0:4 Urquiaga 84

### Puchar Zdobywców Pucharów
1/16 finału
 Juventus F.C. –  Lechia Gdańsk 7:0 i 3:2

1 14.09 1983 1:0 Platini 19, 2:0 Penzo 24, 3:0 Platini 27, 4:0 Penzo 29, 5:0 Penzo 60, 6:0 Penzo 67, 7:0 Rossi 75

2 28.09 1983 1:0 Vignola 17, 1:1 Kowalczyk 50, 1:2 Kruszczyński 64k, 2:2 Tavola 75, 3:2 Boniek 83

### Puchar UEFA
1/32 finału
 Widzew Łódź –  Elfsborg0:0 i 2:2

1 14.09 1983 (mecz w Białymstoku)

2 28.09 1983 0:1 Svensson 28, 1:1 Smolarek 80, 2:1 Dziekanowski 84, 2:2 Bergström 85
1/16 finału
 Widzew Łódź –  Sparta Praga 1:0 i 0:3

1 19.10 1983 1:0 Wójcicki 41 (mecz w Białymstoku)

2 02.11 1983 0:1 Prohazka 32, 0:2 Griga 39, 0:3 Skuhravý 83

## 1984/1985

### Puchar Europy
I runda
 Lech Poznań –  Liverpool 0:1 i 0:4

19.09 0:1 Wark 62

03.10 0:1 Wark 13, 0:2 Wark 19, 0:3 Walsh 33, 0:4 Wark 86

### Puchar Zdobywców Pucharów
1/16 finału
 Wisła Kraków –  Vestmannaeyja 4:2 i 3:1

1 19.09 1984 1:0 Wróbel 19, 2:0 Nawałka 20, 3:0 Banaszkiewicz 31, 3:1 Eliasson 40, 3:2 Georgsson 45k, 4:2 Banaszkiewicz 67

2 03.10 1984 1:0 Iwan 26, 2:0 Iwan 31, 3:0 Banaszkiewicz 75, 3:1 Georgsson 86
1/8 finału
 Fortuna Sittard –  Wisła Kraków 2:0 i 1:2

1 24.10 1984 1:0 Hoyer 21, 2:0 van Well 81

2 07.11 1984 1:0 Hoyer 1, Iwan 7k, 1:2 Wróbel 42

### Puchar UEFA
1/32 finału
 Widzew Łódź –  Aarhus GF 2:0 i 0:1

1 20.09 1984 1:0 Dziekanowski 21k, 2:0 Świątek 52

2 03.10 1984 0:1 Lindqvist 21
 1. FC Köln –  Pogoń Szczecin 2:1 i 1:0

1 19.09 1984 0:1 Haas 35s, 1:1 Engels 52, 2:1 Littbarski 76

2 03.10 1984 1:0 Bein 71
1/16 finału
 Borussia Mönchengladbach –  Widzew Łódź 3:2 i 0:1

1 24.10 1984 1:0 Rahn 21, 2:0 Criens 31, 2:1 Wraga 57, 3:1 Herbst 61, 3:2 Myśliński 68

2 07.11 1984 0:1 Smolarek 65
1/8 finału
 Widzew Łódź –  Dynama Mińsk 0:2 i 1:0

1 28.11 1984 0:1 Zygmantowicz 37, 0:2 Rumbutis 89

2 12.12 1984 1:0 Dziekanowski 10k (mecz w Tbilisi)

## 1985/1986

### Puchar Europy
I runda
 Górnik Zabrze –  Bayern Monachium 1:2 i 1:4

1 18.09 1985 0:1 Wohlfarth 20, 1:1 Pałasz 32, 1:2 D. Hoeness 81 (mecz w Chorzowie)

2 02.10 1985 1:0 Majka 17, 1:1 Winklhofer 23, 1:2 Hartmann 55, 1:3 Hartmann 73, 1:4 D. Hoeness 85

### Puchar Zdobywców Pucharów
1/16 finału
 Galatasaray SK Stambuł –  Widzew Łódź 1:0 i 1:2

1 18.09 1985 1:0 Ertan 13k

2 02.10 1985 0:1 Cisek 1, 1:1 Erdal Keser 54, 1:2 Leszczyk 90

### Puchar UEFA
Borussia Mönchengladbach –  Lech Poznań 1:1 i 2:0

1 18.09 1985 1:0 Mill 59, 1:1 Łukasik 74

2 02.10 1985 1:0 Niewiadomski 34s, 2:0 Llenen 77
 Legia Warszawa –  Viking FK 3:0 i 1:1

1 18.09 1985 1:0 Dziekanowski 37, 2:0 Arceusz 67, 3:0 Buda 68

2 02.10 1985 0:1 Hammer 52, 1:1 Dziekanowski 74
 Videoton –  Legia Warszawa 0:1 i 1:1
1 23.10 1985 0:1 Araszkiewicz 88

2 06.11 1985 1:0 Nováth 35, 1:1 Dziekanowski 75
 Inter Mediolan –  Legia Warszawa 0:0 i 1:0 (dog)

1 27.11 1985

2 11.12 1985 1:0 Fanna 108

## 1986/1987

### Puchar Europy
I runda
 RSC Anderlecht –  Górnik Zabrze 2:0 i 1:1

1 17.09 1986 1:0 Gudjohnsen 26, 2:0 Scifo 37k

2 01.10 1986 0:1 Cyroń 56, 1:1 Gudjohnsen 80

### Puchar Zdobywców Pucharów
1/16 finału
 Fram –  GKS Katowice 0:3 i 0:1

1 16.09 1986 0:1 Koniarek 24, 0:2 Koniarek 65, 0:3 Kubisztal 84

2 02.10 1986 0:1 Koniarek 82
1/8 finału
 GKS Katowice –  FC Sion 2:2 i 0:3

1 22.10 1986 1:0 Koniarek 10, 2:0 Koniarek 12, 2:1 Brigger 74, 2:2 Ciña 78 (mecz w Chorzowie)

2 05.11 1986 0:1 Brégy 57k, 0:2 Ciña 58, 0:3 Brigger 82

Podczas pierwszego meczu rozegranego w Chorzowie bardzo niebezpiecznej kontuzji doznał bramkarz GKS Katowice Mirosław Dreszer – konieczna okazała się później operacja śledziony. Sprawcą był napastnik FC Sion Dominique Ciña

### Puchar UEFA
1/32 finału
 Legia Warszawa –  Dnipro Dniepropetrowsk 0:0 i 1:0

1 17.09 1986

2 01.10 1986 1:0 Araszkiewicz 77 (mecz w Krzywym Rogu)
 LASK Linz –  Widzew Łódź 1:1 i 0:1

1 17.09 1986 0:1 Wraga 7, 1:1 Dantlinger 30

2 01.10 1986 0:1 Wraga 54
1/16 finału
 Widzew Łódź –  Bayer Uerdingen 0:0 i 0:2

1 22.10 1986

2 05.11 1986 0:1 Dziuba 24s, 0:2 Bierhoff 81
 Legia Warszawa –  Inter Mediolan 3:2 i 0:1

1 22.10 1986 0:1 Altobelli 17, 1:1 W. Sikorski 41, 2:1 Dziekanowski 58, 3:1 Karaś 60, 3:2 Ferri 76

2 05.11 1986 0:1 Fanna 43

## 1987/1988

### Puchar Europy
I runda
 Olympiakos SFP –  Górnik Zabrze 1:1 i 1:2

1 16.09 1987 1:0 Alexiou 19, 1:1 Klemenz 26

2 30.09 1987 0:1 Cyroń 24, 0:2 Iwan 42, 1:2 Kostikos 65k
II runda
 Rangers –  Górnik Zabrze 3:1 i 1:1

1 21.10 1987 1:0 McCoist 6, 2:0 Durrant 22, 3:0 Falco 45, 3:1 Urban 56

2 04.11 1987 1:0 McCoist 41k, 1:1 Orzeszek 63

### Puchar Zdobywców Pucharów
1/16 finału
 Real Sociedad –  Śląsk Wrocław 0:0 i 2:0

1 16.09 1987 (mecz w Bilbao)

2 30.09 1987 1:0 Loren 75, 2:0 A. Beguiristain 82

### Puchar UEFA
1/32 finału
 Pogoń Szczecin –  Hellas Verona 1:1 i 1:3

1 16.09 1987 0:1 Elkjaer Larsen 9, 1:1 Leśniak 59

2 30.09 1987 0:1 Elkjaer Larsen 32, 0:2 Elkjaer Larsen 40, 0:3 Di Gennaro 43k, 1:3 Hawrylewicz 81
 Sportul Studențesc Bukareszt –  GKS Katowice 1:0 i 2:1

1 16.09 1987 1:0 Tirlea 46

2 01.10 1987 1:0 Tirlzea 21, 2:0 Cristea 27, 2:1 Koniarek 30 (mecz w Chorzowie)

## 1988/1989

### puchar Europy
I runda
 Górnik Zabrze –  Jeunesse Esch 3:0 i 4:1

1 07.09 1988 1:0 R. Warzycha 34, 2:0 Urban 45, 3:0 Urban 73

2 05.10 1988 1:0 Komomicki 6, 2:0 Komomicki 30, 2:1 Theiss 32, 3:1 Urban 67, 4:1 Zagórski 83
II runda
 Górnik Zabrze –  Real Madryt 0:1 i 2:3

1 26.10 1988 0:1 Sánchez 66k

2 09.11 1988 1:0 Jegor 41, 1:1 Sánchez 27, 2:1 Baran 54, 2:2 Butragueño 77, 2:3 Sánchez 85

### Puchar Zdobywców Pucharów
1/16 finału
 Flamurtari Wlora –  Lech Poznań 2:3 i 0:1

1 07.09 1988 0:1 Łukasik 32, 1:1 V. Ruci 40, 1:2 Araszkiewicz 67, 2:2 V. Ruci 76, 2:3 Głombiowski 89

2 05.10 1988 0:1 Araszkiewicz 25
1/8 finału
 FC Barcelona –  Lech Poznań 1:1 i 1:1 (dog), karne 5:4

1 26.10 1988 1:0 Roberto 26k, 1:1 Pachelski 71

2 09.11 1988 0:1 Kruszczyński 30k, 1:1 Roberto 45

### Puchar UEFA
1/32 finału
 Bayern Monachium –  Legia Warszawa 3:1 i 7:3

1 07.09 1988 1:0 Wegmann 9, 2:0 Thon 23, 2:1 Iwanicki 57, 3:1 Thon 60

2 05.10 1988 1:0 Nachtweih 20, 2:0 Ekström 23, 2:1 Kubicki 36, 3:1 Augenthaler 41, 4:1 Ekström 44, 5:1 Wegmann 78, 6:1 Wegmann 82, 6:2 Robakiewicz 85, 6:3 Robakiewicz 88, 7:3 Eck 89
 Rangers –  GKS Katowice 1:0 i 4:2

1 07.09 1988 1:0 Walters 73

2 05.10 1988 0:1 Furtok 5, 1:1 Butcher 12, 2:1 Butcher 17, 2:2 Kubisztal 62, 3:2 Durrant 71, 4:2 Ferguson 78

## 1989/1990

### Puchar Europy
I runda
 Ruch Chorzów –  CSKA Sofia 1:1 i 1:5

1 13.09 1989 0:1 Penew 18, 1:1 M. Szewczyk 43

2 27.09 1989 0:1 Georgijew 20, 0:2 Bakałow 25, 0:3 Georgijew 49, 0:4 Penew 80, 1:4 K. Warzycha 87, 1:5 Witanow 90

### Puchar Zdobywców Pucharów
1/16 finału
 FC Barcelona –  Legia Warszawa 1:1 i 1:0

1 13.09 1989 0:1 Łatka 25, 1:1 R. Koeman 85k

2 26.09 1989 1:0 M.Laudrup 11

### Puchar UEFA
1/32 finału
 Górnik Zabrze –  Juventus F.C. 0:1 i 2:4

1 12.09 1989 0:1 Zawarow 72

2 27.09 1989 0:1 Schillaci 2, 0:2 Fortunato 4, 0:3 Marocchi 6, 0:4 Schillaci 25, 1:4 Koseła 43, 2:4 Lissek 82
 RoPS –  GKS Katowice 1:1 i 1:0

1 13.09 1989 0:1 Kubisztal 1, 1:1 Tiainen 43

2 27.09 1989 1:0 Karila 59